# Jindřichovice pod Smrkem
Jindřichovice pod Smrkem är en ort i Tjeckien.   Den ligger i regionen Liberec, i den norra delen av landet, 110 km nordost om huvudstaden Prag. Jindřichovice pod Smrkem ligger 379 meter över havet och antalet invånare är 624.
Terrängen runt Jindřichovice pod Smrkem är platt åt nordväst, men åt sydost är den kuperad.Runt Jindřichovice pod Smrkem är det ganska tätbefolkat, med 100 invånare per kvadratkilometer. Närmaste större samhälle är Nové Město pod Smrkem, 4,2 km söder om Jindřichovice pod Smrkem. Omgivningarna runt Jindřichovice pod Smrkem är en mosaik av jordbruksmark och naturlig växtlighet.